# الجريف (الحوض الشرقي)
الجُرَيْف بلدة موريتانية وإحدى بلديات مقاطعة النعمة في ولاية الحوض الشرقي. يبعد الجريف عن مدينة النعمة عاصمة الولاية بنحو 18 كيلومترا.